# Chaosphere
Chaosphere — третій студійний альбом шведського екстремального метал-гурту Meshuggah. Він був випущений 9 листопада 1998 року лейблом Nuclear Blast і є єдиним студійним альбомом з участю басиста Ґустава Гієльма. Звучання Chaosphere показує, що гурт дещо послабив треш-стиль своїх попередніх релізів на користь технічного, поліритмічного, орієнтованого на ґрув звучання, яке вони продовжуватимуть досліджувати на наступних альбомах. На «New Millennium Cyanide Christ» було знято відео.
Японська версія альбому містить бонусну пісню під назвою «Unanything» як трек 9. Цю пісню також було включено на промоційний компакт-диск як трек 6. І в цьому, і в стандартному випуску альбому після «Elastic» є це період мовчання, потім трек, який не внесено до списку та неіндексований, де чотири пісні з альбому грають одночасно, зі зміною гучності, що робить кожну пісню дещо домінуючою та впізнаваною в міксі в різний час.
Перевидання «Reloaded» містить п'ять із шести треків з мініальбому The True Human Design.

## Список композицій
Автор слів Томас Гааке, окрім пісні "Neurotica", чий текст написав Мортен Гаґстрем. 
| #     | Назва                                | Автор музики         | Тривалість |
| ----- | ------------------------------------ | -------------------- | ---------- |
| 1.    | «Concatenation»                      | Тордендаль           |            |
| 2.    | «New Millenium Cyanide Christ»       | Тордендаль, Гаґстрем |            |
| 3.    | «Corridor of Chameleons»             | Тордендаль           |            |
| 4.    | «Neurotica»                          | Гаґстрем             |            |
| 5.    | «The Mouth Licking What You've Bled» | Тордендаль           |            |
| 6.    | «Sane»                               | Кідман, Гаґстрем     |            |
| 7.    | «The Exquisite Machinery of Torture» | Гааке, Тордендаль    |            |
| 8.    | «Elastic»                            | Гаґстрем             |            |
| 47:20 |                                      |                      |            |

| Японський бонус-трек | Японський бонус-трек | Японський бонус-трек | Японський бонус-трек |
| #                    | Назва                | Автор музики         | Тривалість           |
| -------------------- | -------------------- | -------------------- | -------------------- |
| 9.                   | «Unanything»         | Meshuggah            | 3:01                 |
| 50:21                |                      |                      |                      |

| Бонус-треки перевидання "Reloaded" | Бонус-треки перевидання "Reloaded"                     | Бонус-треки перевидання "Reloaded" | Бонус-треки перевидання "Reloaded" |
| #                                  | Назва                                                  | Автор музики                       | Тривалість                         |
| ---------------------------------- | ------------------------------------------------------ | ---------------------------------- | ---------------------------------- |
| 10.                                | «Sane» (демо)                                          | Кідман, Гаґстрем                   | 4:07                               |
| 11.                                | «Future Breed Machine» (версія Mayhem)                 | Meshuggah                          | 8:12                               |
| 12.                                | «Futile Bread Machine» (версія Campfire)               | Meshuggah                          | 3:30                               |
| 13.                                | «Future Breed Machine» (Quant's Quantastical Quantasm) | Meshuggah                          | 7:31                               |
| 14.                                | «Future Breed Machine» (ремікс)                        | Meshuggah                          | 6:48                               |
| 80:29                              |                                                        |                                    |                                    |

## Учасники запису

### Meshuggah
- Єнс Кідман — спів
- Фредрік Тордендал — соло-гітара, клавішні
- Мортен Гаґстрем — ритм-гітара
- Ґустав Гієльм — бас-гітара
- Томас Гааке — барабани, спів в піснях «Sane» та «The Exquisite Machinery of Torture»

### Виробництво
- Даніель Берґстранд — запис, мікшування
- Фредрік Тордендаль — запис, мікшування
- Петер ін де Бету — мастеринг (у Cutting Room, Стокгольм, Швеція)
- Томас Гааке — обкладинка, дизайн
- Meshuggah — напрям мистецтва
- Джон Норгаґер — фотограф гурту